# 迎諧
迎諧（日语：／ Mukai Kai */?，1882年11月8日—？），日本長崎縣人，婦產科醫師，曾獲醫學博士學位，並擔任臺北帝國大學教授，在二戰過後因手術造成病患死亡，捲入醫療糾紛。

## 生平
迎諧1882年11月8日出生於長崎:356，原為當地士族迎德之助的二男，後於1910年被其兄迎篤收養。迎諧1908年自京都帝國大學醫科大學畢業:356後繼續留在母校附屬醫院的產婦人科（婦產科）教室做研究4年，其後擔任講師，1913年任長崎縣立病院產婦人科部長兼長崎醫學專門學校（長崎大學醫學部前身）教授，翌年任臺灣總督府立醫院醫長兼臺灣總督府醫學校教授，史明在其回憶錄中表示自己即為迎諧所接生:147。1919年獲授醫學博士學位:356，1920年奉命赴歐洲，在英國、法國、德國、瑞士、美國等地視察，1922年6月返回臺灣，3個月後擔任臺灣總督府醫院主產講習所講師。1937年，任臺北帝國大學附屬醫學專門部教授:315，翌年退官，在臺北開業:66。
戰後其所開設之「迎產婦人科醫院」被國民政府接收，在原址設立臺北市立第一婦產科醫院，1949年改為臺灣省立臺北婦產科醫院:33-34。迎諧原本即在等被待遣返回日本，而尚未遣返之時，其便以臺北市政府徵用的名義，繼續在他原本開設的醫院執業。1946年7月1日迎諧在醫院替中華民國陸軍一五九師中校副團長劉勉之妻陳愛羣開刀，其對患者進行麻醉後，在患者表示覺得相當不舒服的狀況下，又打了第三次麻醉，最終患者死亡。事後劉勉對其求償臺幣55萬7千3百16元（當時基層公務員的薪資約為100到150元上下），迎諧請當時任臺灣大學醫學院院長杜聰明及一位臺灣大學附屬病院院長兼外科醫長（姓鎌倉）擔任鑑定人（李瑞漢、李瑞峰兄弟則為其辯護律師），其意見為：「麻醉藥對於特異體質之有無副作用，在當今之醫學術上不能預料，注射後始可明白。」以該報告為基礎，再加上現場所有目擊證人（兩名補助醫、兩名護士）證詞皆相同，法官鄭邁遂判決被告無罪，同時亦駁回了原告的附帶民事賠償請求。

## 訛傳
該事件後來被葛超智寫進《被出賣的台灣》一書中，但當事人迎諧卻變成「向井醫生」。葛超智誤稱病患是剖腹產後，不願遵照醫生的指示做產後治療而死，患者之夫拒將屍體領回，並向醫師敲詐一大筆『慰喪費』。後向井醫師遭逮捕，其醫院亦被政府搶走。向井醫師經過辯護後被釋放後再被自己的醫院僱用回去，後來他又意識到在新人的經營下自己無法繼續在這種地方工作，臺灣婦女曾請願希望將他留下，但其最後仍然離開。該事件幾經錯誤流傳，患者丈夫後來又被換成任基隆要塞司令史宏熹，法官亦換為於二二八事件期間遭殺害的吳鴻麒，兩位鑑定人之中的日本人教授同樣遭變更為二二八事件中死亡的施江南，檢察官劉旺財則變成了「因敗訴而顏面盡失的檢察官」。葛超智還影射被告辯護律師李瑞漢、李瑞峰兄弟在二二八事件爆發時之死，敗訴之檢察官涉嫌重大。